# Zaluzianskya turritella
Zaluzianskya turritella är en flenörtsväxtart som beskrevs av O.M. Hilliard och B.L.Burtt. Zaluzianskya turritella ingår i släktet Zaluzianskya och familjen flenörtsväxter. Inga underarter finns listade i Catalogue of Life.